# 尉迟勤
尉迟勤（？—？），代人，河南郡洛阳县（今河南省洛阳市东）人，北周柱国、吴武公尉迟纲之子，西魏、北周官员。

## 生平
尉迟勤从小历任显要的职务，周武帝时期。尉迟勤官至大将军，封成平郡公。建德五年（576年），尉迟勤跟随周武帝讨伐北齐。建德六年（577年），齐太上皇高纬在邺城失守后率领数十骑兵逃向青州，周武帝派遣尉迟勤率领两千骑兵追赶。高纬到了青州，准备逃到南陈，高阿那肱秘密的招来周军，约定要生擒高纬，于是屡次对高纬上奏说：“周军还很远，已经下令烧断桥梁道路。”高纬因此长期逗留自我宽慰。周军到了济州关，高阿那肱立即投降。周军掩杀到青州，高纬与皇后、妃嫔、齐幼主等十余骑向南逃走。正月己亥（577年2月28日），高纬逃到青州南边的双沟南邓村，尉迟勤追上了高纬，将他们全部擒获，与胡太后一起送到邺城。北周因此任命尉迟勤为青州总管，为他立石碑纪念功劳。
大象二年（580年）六月，尉迟勤的伯父相州总管尉迟迥起兵反对大丞相杨坚，起先尉迟迥写信给尉迟勤要求一起出兵，尉迟勤当时把书信送给杨坚，不久于七月庚子（580年8月12日）跟随尉迟迥起兵，尉迟勤管辖的青州、齐州、胶州、光州、莒州都听从尉迟迥的号令。八月庚午（580年9月11日），尉迟迥统帅十三万军队在邺城城南布下军阵，迎战北周韦孝宽率领的中央军，尉迟勤率领五万军队从青州支援尉迟迥，自己先率领三千骑兵到达。当天，尉迟迥战败，尉迟勤和堂兄弟尉迟惇、尉迟祐向东边的青州逃去，开府仪同大将军郭衍率领精锐骑兵一千人追击，俘虏了尉迟祐和尉迟勤。杨坚以尉迟勤之前有效忠的举动，特别赦免不给他定罪。

## 兄弟姐妹
- 尉迟运，北周上柱国、秦州总管、卢中公
- 尉迟安，隋朝柱国、鸿胪卿、左卫大将军、吴国公
- 尉迟敬，北周仪同三司
- 尉迟氏，嫁北周开府、车骑大将军、陈留郡公杨整，隋朝尊为蔡王太妃
- 尉迟氏，嫁唐朝金紫光禄大夫、少府监、宗正卿、兵部尚书、上柱国、临川孝公李德懋